# Kelisia halpina
Kelisia halpina är en insektsart som beskrevs av Adolf Remane och Jung 1995. Kelisia halpina ingår i släktet Kelisia och familjen sporrstritar. Inga underarter finns listade i Catalogue of Life.